# Klasika Primavera de 2018
A 64.ª edição da clássica ciclista Klasika Primavera (chamado oficialmente: Klasika Primavera de Amorebieta), foi uma carreira em Espanha que se celebrou a 8 de abril de 2018 sobre um percurso de 171,6 quilómetros com início e final a cidade de Amorebieta-Echano.
A carreira fez parte do UCI Europe Tour de 2018, dentro da categoria 1.1
A carreira foi vencida pelo corredor costarricense Andrey Amador da equipa Movistar, em segundo lugar Alejandro Valverde (Movistar) e em terceiro lugar Wilmar Paredes (Manzana Postobón).

## Equipas participantes
Tomaram parte na carreira 15 equipas: 1 de categoria UCI World Team; 5 de categoria Profissional Continental; e 9 de categoria Continental. Formando assim um pelotão de 105 ciclistas dos que acabaram 62. As equipas participantes foram:
| Equipe WorldTeam- Movistar Team Equipes profissionais Continentais (5)- Euskadi Basque Country-Murias - Caja Rural-Seguros RGA - Burgos-BH - Manzana Postobón - Rally Cycling Equipes Continentais (9)- Team Ukyo - W52-FC Porto - Massi-Kuwait Team - Fundación Euskadi - Polartec-Kometa - Dare Gaviota - Java-Partizan - Lokosphinx - VIB Sports |
| |

## Classificação final
- As classificações finalizaram da seguinte forma:[4]

| \| Classificação geral \| Classificação geral \| Classificação geral \| Classificação geral \| Classificação geral \| \| Ciclista \| Ciclista \| Equipe \| Tempo \| \| \| ------------------- \| ----------------------- \| ---------------------- \| ------------------- \| ------------------- \| \| 1. \| Andrey Amador \| Movistar Team \| 4h06m11s \| \| \| 2. \| Alejandro Valverde \| Movistar Team \| + 0s \| \| \| 3. \| Wilmar Paredes \| Manzana Postobón \| + 10s \| \| \| 4. \| Carlos Alberto Betancur \| Movistar Team \| + 10s \| \| \| 5. \| Dmitry Strakhov \| Lokosphinx \| + 10s \| \| \| 6. \| Gustavo Veloso \| W52-FC Porto \| + 10s \| \| \| 7. \| Nick Schultz \| Caja Rural-Seguros RGA \| + 10s \| \| \| 8. \| Alexander Evtushenko \| Lokosphinx \| + 26s \| \| \| 9. \| Sergio Higuita \| Manzana Postobón \| + 30s \| \| \| 10. \| Bernardo Suaza \| Manzana Postobón \| + 30s \| \| |                         |                        |          |
| |                         |                        |          |
| Fonte: ProCyclingStats |                         |                        |          |
| Classificação geral |                         |                        |          |
| Ciclista | Ciclista                | Equipe                 | Tempo    |
| 1. | Andrey Amador           | Movistar Team          | 4h06m11s |
| 2. | Alejandro Valverde      | Movistar Team          | + 0s     |
| 3. | Wilmar Paredes          | Manzana Postobón       | + 10s    |
| 4. | Carlos Alberto Betancur | Movistar Team          | + 10s    |
| 5. | Dmitry Strakhov         | Lokosphinx             | + 10s    |
| 6. | Gustavo Veloso          | W52-FC Porto           | + 10s    |
| 7. | Nick Schultz            | Caja Rural-Seguros RGA | + 10s    |
| 8. | Alexander Evtushenko    | Lokosphinx             | + 26s    |
| 9. | Sergio Higuita          | Manzana Postobón       | + 30s    |
| 10. | Bernardo Suaza          | Manzana Postobón       | + 30s    |

## UCI World Ranking
A Klasika Primavera outorga pontos para o UCI Europe Tour de 2018 e o UCI World Ranking, este último para corredores das equipas nas categorias UCI World Team, Profissional Continental e Equipas Continentais. As seguintes tabelas mostram o barómetro de pontuação e os 10 corredores que obtiveram mais pontos:
| Posição   | 1º  | 2º | 3º | 4º | 5º | 6º | 7º | 8º | 9º | 10º | 11º | 12º | 13º-15º | 16º-25º |
| Pontuação | 125 | 85 | 70 | 60 | 50 | 40 | 35 | 30 | 25 | 20  | 15  | 10  | 5       | 3       |

| 1.º  | Andrey Amador        | Movistar               | 125 |
| 2.º  | Alejandro Valverde   | Movistar               | 85  |
| 3.º  | Wilmar Paredes       | Manzana Postobón       | 70  |
| 4.º  | Carlos Betancur      | Movistar               | 60  |
| 5.º  | Dmitry Strakhov      | Lokosphinx             | 50  |
| 6.º  | Gustavo César Veloso | W52-FC Porto           | 40  |
| 7.º  | Nick Schultz         | Caja Rural-Seguros RGA | 35  |
| 8.º  | Alexander Evtushenko | Lokosphinx             | 30  |
| 9.º  | Sergio Higuita       | Maçã Postobón          | 25  |
| 10.º | Bernardo Suaza       | Manzana Postobón       | 20  |